# Lista diecezji Kościoła Irlandii
Lista diecezji Kościoła Irlandii - system diecezji Kościoła Irlandii zbudowany jest na bazie 900-letnich granic ustanowionych na synodzie Rathbreasail w 1111 roku oraz synodzie Kells-Mellifont w 1152 roku. Jednakże w ciągu wieków liczba diecezji się zmniejszyła poprzez łączenie się tychże, szczególnie w XX wieku kiedy to liczba członków radykalnie się obniżyła. Cztery prowincje połączyły się w dwie. 

## Obecne diecezje
Prowincja Armagh (formalnie: Zjednoczona Provincja Armagh i Tuam)
- Armagh
- Clogher
- Connor
- Derry & Raphoe
- Down & Dromore
- Kilmore, Elphin & Ardagh
- Tuam, Killala & Achonry

Prowincja Dublin (formalnie: Zjednoczona Prowincja Dublina i Cashel)
- Cashel, Waterford, Lismore, Ossory, Ferns & Leighlin (sometimes shortened to "Cashel and Ossory")
- Cork, Cloyne & Ross
- Dublin and Glendalough
- Limerick, Ardfert, Aghadoe, Killaloe, Kilfenora, Clonfert, Kilmacduagh & Emly (sometimes shortened to "Limerick, Killaloe and Ardfert")
- Meath & Kildare